# Evangelische Pfarrkirche Bernstein (Burgenland)

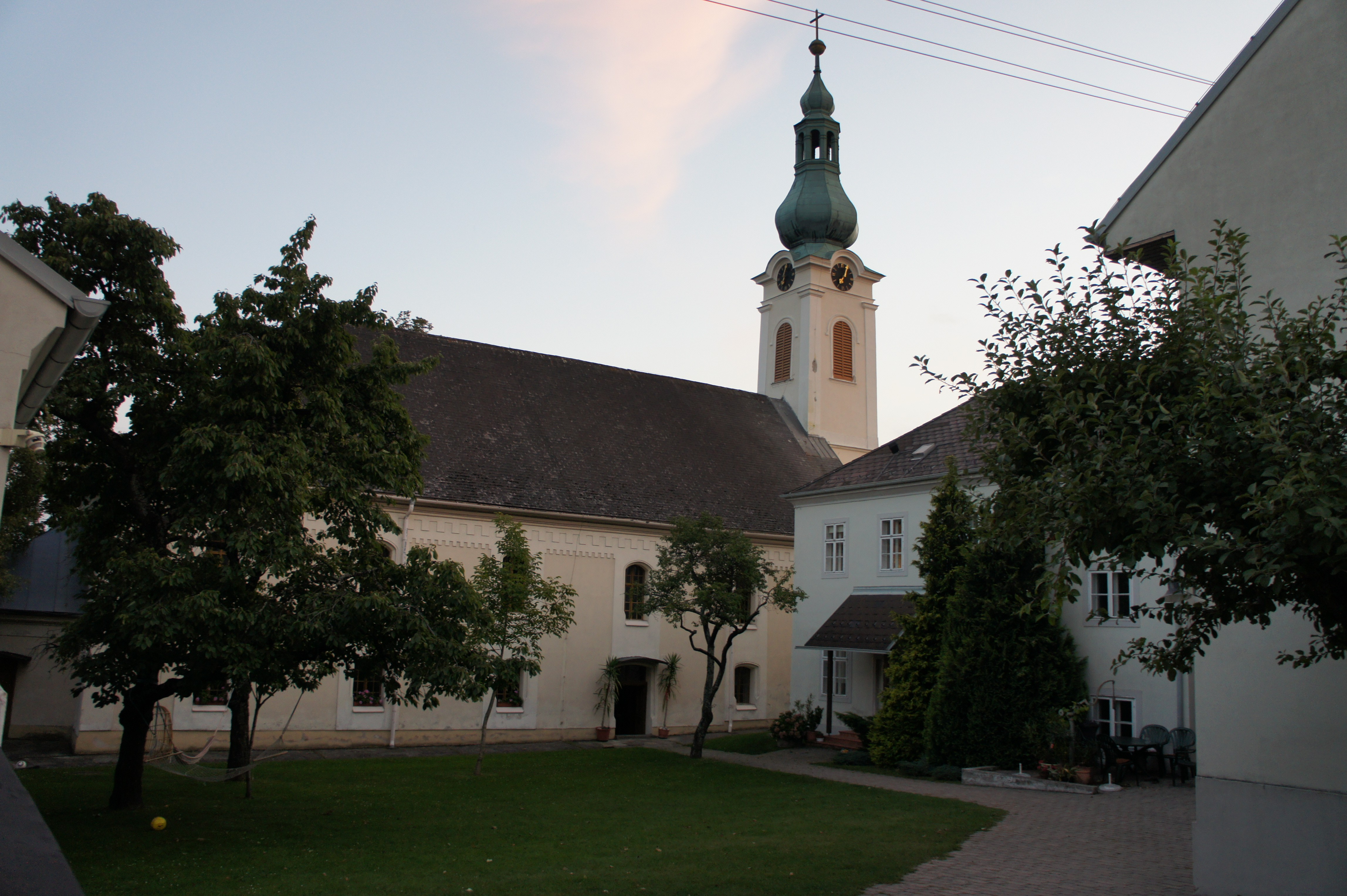
Evangelische Pfarrkirche in Bernstein

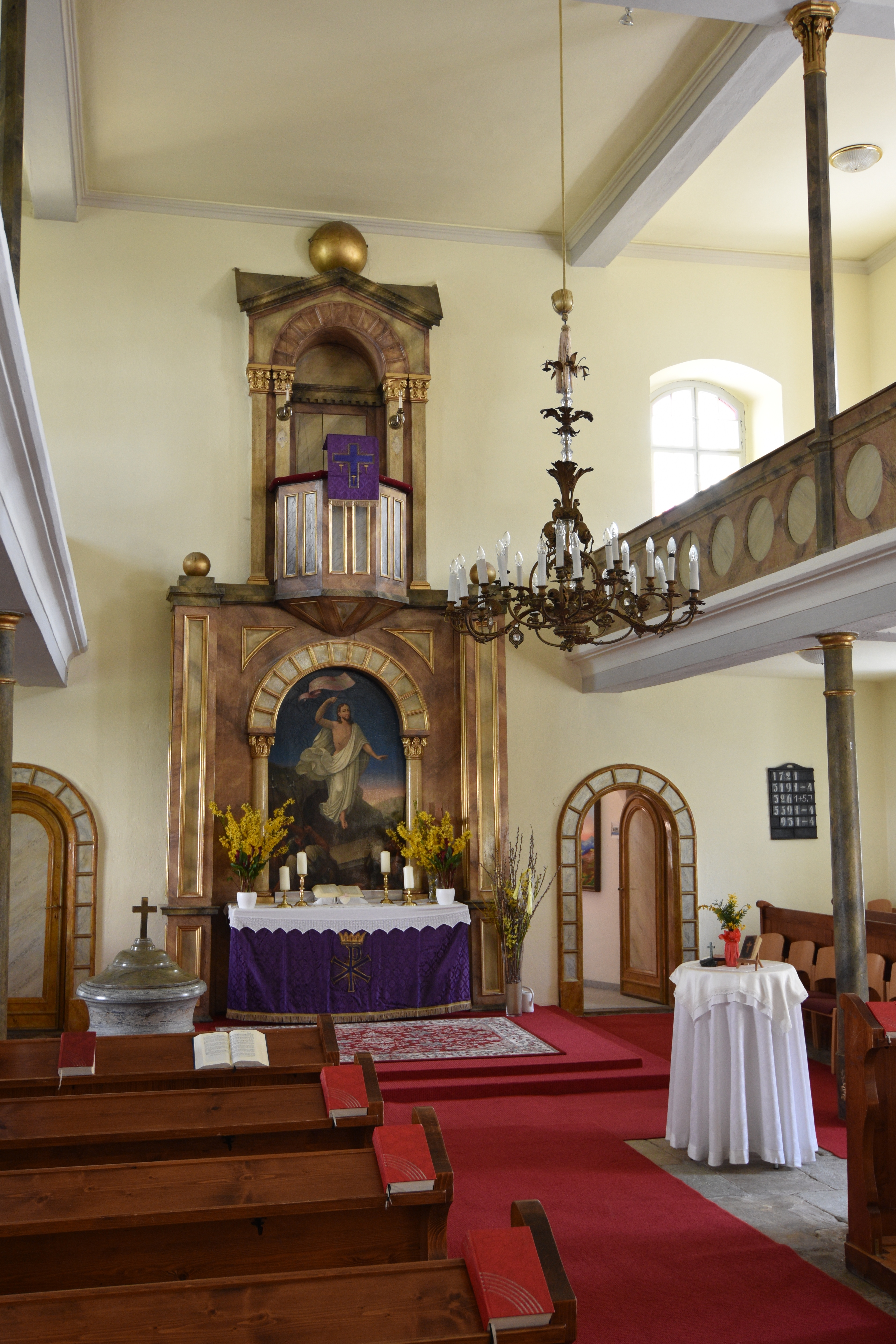
Der Innenraum der Kirche

Die evangelisch-lutherische Pfarrkirche Bernstein steht im Oberdorf der Marktgemeinde Bernstein im Bezirk Oberwart im Burgenland. Die Kirche gehört zur Superintendentur A. B. Burgenland und steht unter Denkmalschutz (Listeneintrag).

## Geschichte
1787 wurde die Kirche erbaut und 1868 erweitert. 1879 war ein Brand, daraufhin wurde 1880 die Kirche restauriert und erhielt einen neuen Turm. 1993 gab es ebenfalls eine Restaurierung.

## Architektur
Der einschiffige Saalbau hat einen flachen Schluss. Der Westturm trägt einen hohen Zwiebelhelm.
Das lange Langhaus ohne Jocheinteilung hat eine flache Decke. Die umlaufenden Emporen stehen auf Gusseisenstützen.

## Ausstattung
Der Kanzelaltar zeigt das Altarbild Auferstehung Christi gemalt von J. Rohrer (1868). Der Taufstein zeigt die Jahresangabe 1869.
Die Orgel baute 1868 Carl Böttcher aus Magdeburg. Das Instrument stand ursprünglich in einer Kirche in Ungarn, ehe es in Bernstein aufgestellt wurde.